# Кейп-Кост
Кейп-Кост (англ. Cape Coast, Кабо-Корсо, Cabo Corso) — город в Гане, административный центр Центральной области, а также главный город народа фанти (фанте, мфанцефо). Город расположен в 165 км к западу от Аккры на побережье Гвинейского залива. Население — 82 291 (по переписи 2000 года). Начиная с XVI века городом попеременно владели англичане, португальцы, шведы, датчане и голландцы. На языке народа фанте город называется Огуаа (Oguaa).

## История
Основанный португальцами в XV веке, Кейп-Кост рос вокруг замка Кейп-Кост, ныне являющемся объектом всемирного наследия ЮНЕСКО. Он был перестроен голландцами в 1637 году, расширен шведами в 1652 и захвачен англичанами в 1664 году. Отсюда британцы управляли делами колонии Золотой Берег до тех пор, пока не перенесли столицу в Аккру в 1877 году. В Кейп-Косте содержалось множество чернокожих рабов перед их отправкой в Новый Свет.

## Образование
В Кейп-Косте расположен Университет Кейп-Коста, ведущее в Гане учреждение в области обучения и исследований. Университет расположен на холме с видом на Атлантический океан. Также предметом гордости для горожан служит множество средних школ и техникумов, считающихся лучшими в стране:
- Высшая школа для девушек Уэсли[англ.]
- Колледж Сент-Огастин[англ.]
- Школа Мфанципим[англ.]
- Адисадель-колледж[англ.] (ADISCO)
- Aggrey Memorial AME Secondary School (AGGREY)
- Национальный колледж Ганы[англ.] (GHANACOLL)
- Holy Child Secondary
- Cape Coast Technical Institute (CAPETECH).
- Cape Coast Polytechnic (C-POLY).

## Достопримечательности
Символом Кейп-Коста является краб, статуя которого расположена в центре города. Форт Уильям, построенный в 1820 году и служивший маяком с 1835 года по 1970-е годы.
Форт Виктория, основанный в 1702 году. Другие достопримечательности включают в себя Национальный центр культуры Кейп-Коста, Огуаа Фету Афайе (праздник урожая), а также проводимый с 1992 года театральный фестиваль Панафест.
Замок Кейп-Кост посещала Мишель Обама в ходе официального визита её мужа Барака Обамы в Гану.

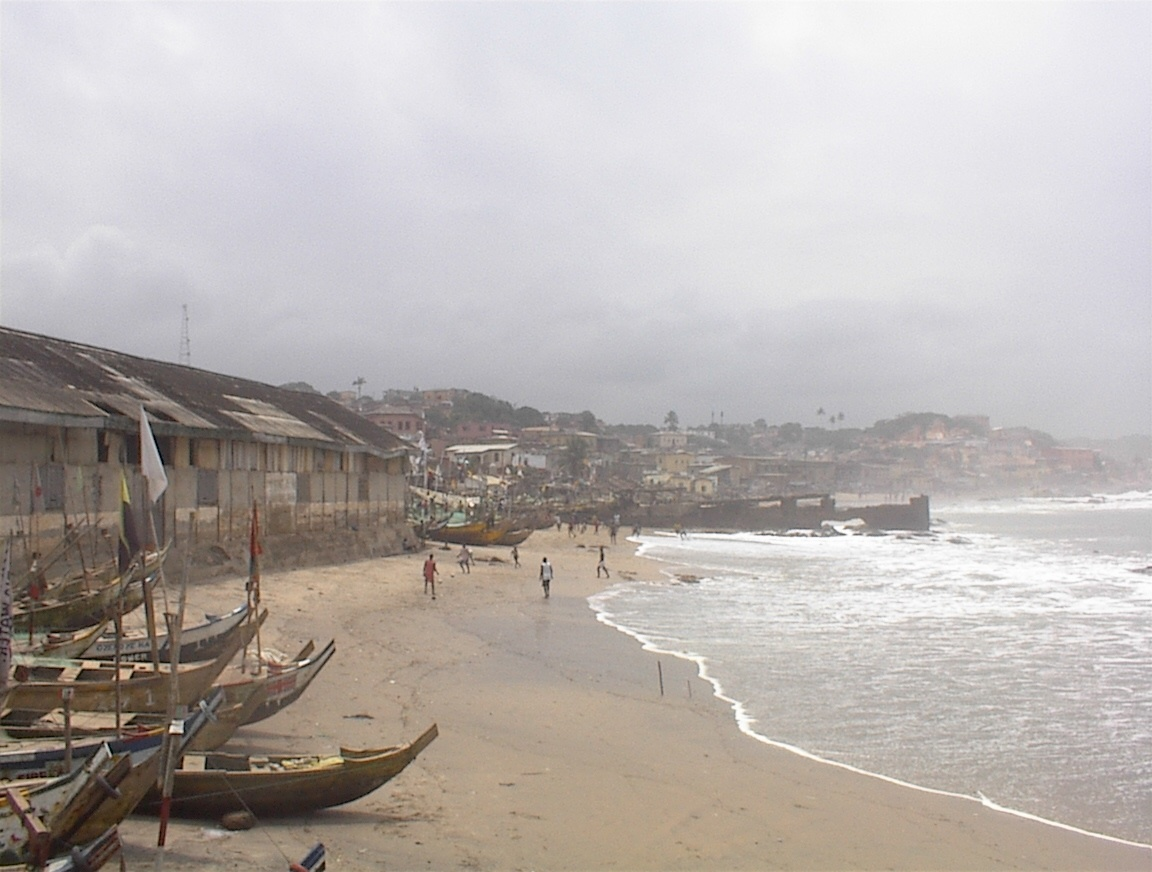
Кейп-Кост, Гана. Рыболовецкие суда на берегу
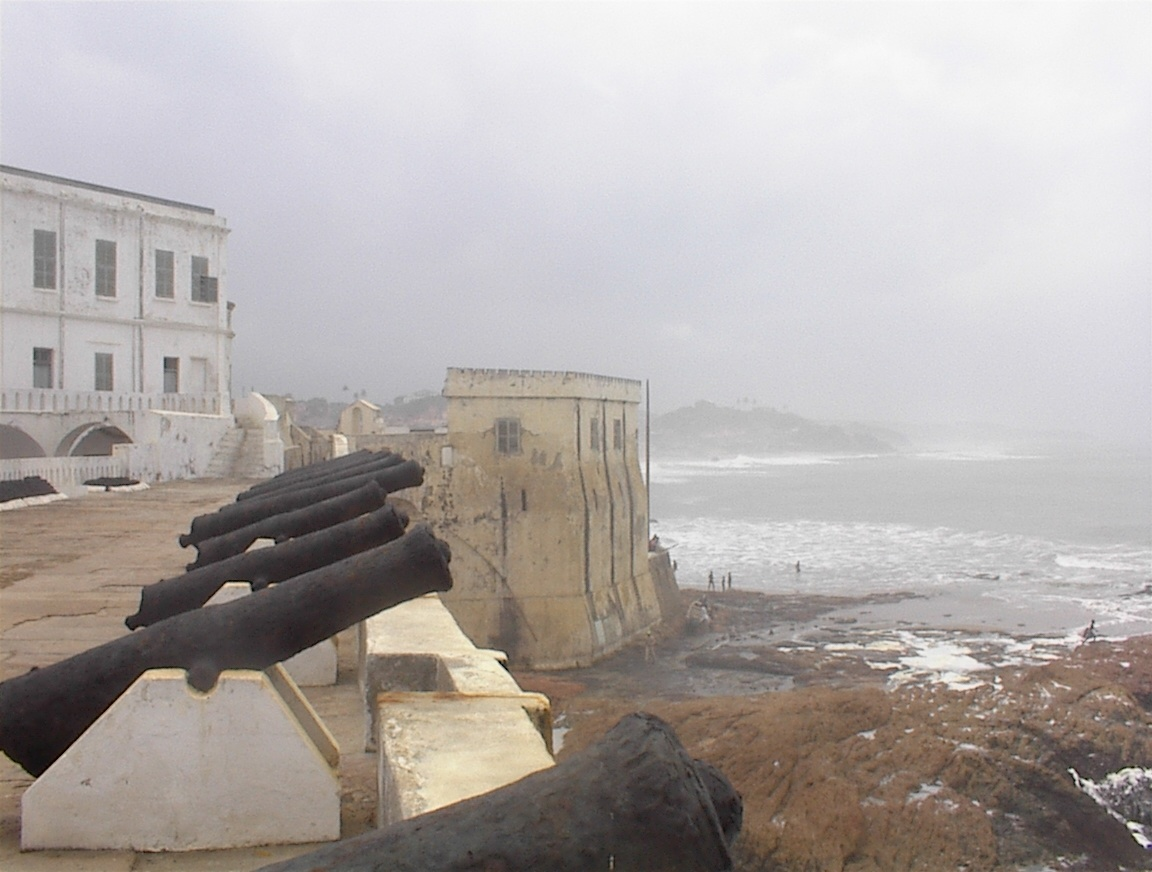
Замок Кейп-Кост[англ.]
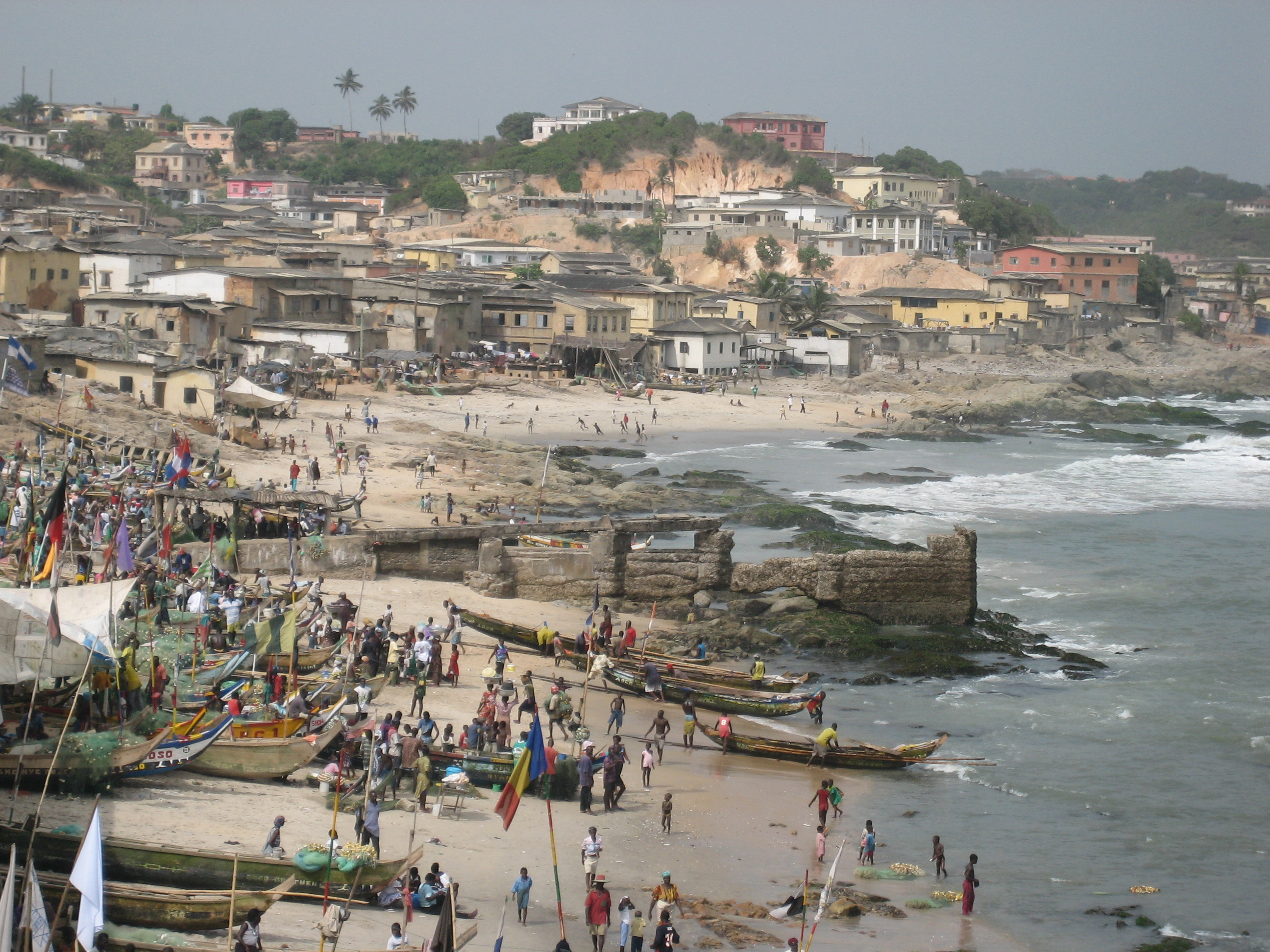
Вид на побережье Гвинейского залива с замка Кейп-Кост
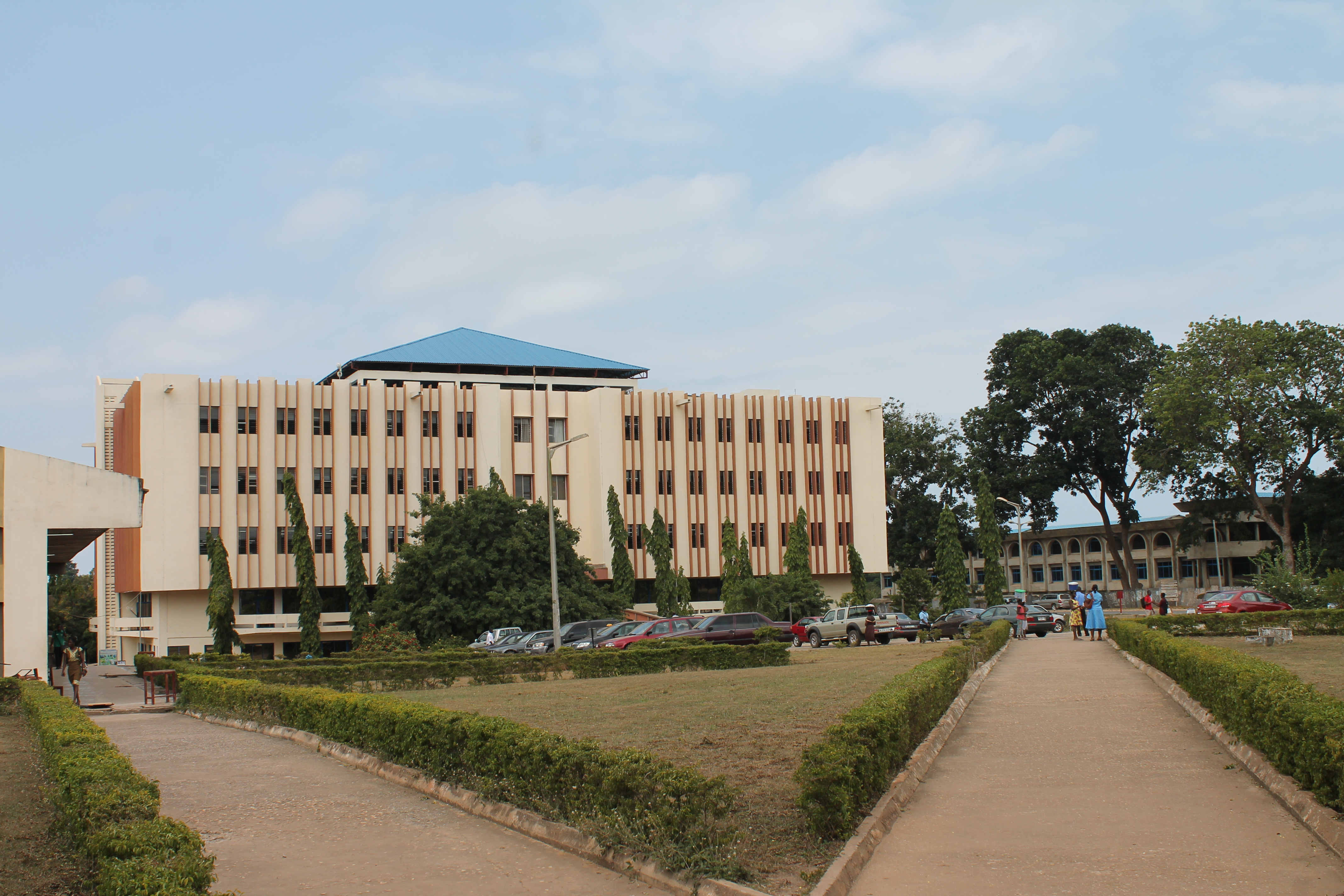
Библиотечный комплекс Университета Кейп-Коста